# Fußball-Weltmeisterschaft 2014/Iran
Dieser Artikel behandelt die iranische Fußballnationalmannschaft bei der Fußball-Weltmeisterschaft 2014. Der Iran nahm zum vierten Mal an der Endrunde teil und zum zweiten Mal an einer Endrunde in Südamerika. Die bis dahin letzte Endrunde in Südamerika 1978 war gleichzeitig die erste Endrunde für den Iran.

## Qualifikation
Der Iran begann die Qualifikation in der zweiten Qualifikationsrunde. Dabei setzte sich die Mannschaft gegen die Malediven durch, die ebenfalls erst in der zweiten Runde antreten mussten.
In der dritten Runde traf der Iran in Gruppe E auf Katar, Bahrain sowie Indonesien und qualifizierte sich zusammen mit dem Gruppenzweiten Katar für die vierte Runde und erzielte dabei die meisten Tore aller Mannschaften der dritten Runde.
In der vierten Runde wurde abermals in Gruppen gespielt, jedoch wurden die Mannschaften in nur zwei Gruppen zu je fünf Teams aufgeteilt. In Gruppe A belegte der Iran vor der ebenfalls qualifizierten Mannschaft aus Südkorea, Usbekistan, erneut Katar und dem Libanon den ersten Platz und qualifizierte sich für Brasilien. Die Qualifikation wurde aber erst am letzten Spieltag durch ein 1:0 in Südkorea perfekt gemacht, denn im Gegensatz zur dritten Runde gelangen den Iranern nun deutlich weniger Tore – nur beim 4:0 gegen den Libanon wurde mehr als ein Tor erzielt. Zudem wurden erstmals Spiele gegen den Libanon und Usbekistan verloren. Die drittplatzierte usbekische Mannschaft, die nur aufgrund der schlechteren Tordifferenz Südkorea den Vortritt lassen musste, konnte sich in der fünften Runde gegen Jordanien nicht durchsetzen und sich somit nicht für die interkontinentalen Playoffs gegen Uruguay qualifizieren.
Alle Heimspiele fanden im Azadi-Stadion in Teheran statt, das nur beim Spiel gegen Katar am 12. Juni 2012 mit 100.000 Zuschauern besetzt war.

### Zweite Runde
Spielergebnisse
| Datum      | Ort        | Heimmannschaft | - | Gast      | Ergebnis  | Torschützen für den Iran                       |
| ---------- | ---------- | -------------- | - | --------- | --------- | ---------------------------------------------- |
| 23.07.2011 | Teheran    | Iran           | – | Malediven | 4:0 (1:0) | Ansari (4., 62.), Karimi (67.), Daghighi (86.) |
| 28.07.2011 | Malé (MDV) | Malediven      | – | Iran      | 0:1 (0:1) | Khalatbari (45.+1)                             |

### Dritte Runde
| Pl. | Team       | Sp. | S | U | N | Tore    | Diff. | Punkte |
| --- | ---------- | --- | - | - | - | ------- | ----- | ------ |
| 1.  | Iran       | 6   | 3 | 3 | 0 | 017:500 | +12   | 12     |
| 2.  | Katar      | 6   | 2 | 4 | 0 | 010:500 | +5    | 10     |
| 3.  | Bahrain    | 6   | 2 | 3 | 1 | 013:700 | +6    | 09     |
| 4.  | Indonesien | 6   | 0 | 0 | 6 | 003:260 | −23   | 0      |

Spielergebnisse
| Datum      | Ort           | Heimmannschaft | - | Gast       | Ergebnis  | Torschützen für den Iran                                                               |
| ---------- | ------------- | -------------- | - | ---------- | --------- | -------------------------------------------------------------------------------------- |
| 02.09.2011 | Teheran       | Iran           | – | Indonesien | 3:0 (0:0) | Nekounam (53., 74.), Timotian (87.)                                                    |
| 06.09.2011 | Doha (QAT)    | Katar          | – | Iran       | 1:1 (0:0) | Aghili (46.)                                                                           |
| 11.10.2011 | Teheran       | Iran           | – | Bahrain    | 6:0 (3:0) | Hosseini (22.), Jabari (34.), Aghili (42.), Timotian (61.), Ansari (75.), Rezaei (83.) |
| 11.11.2011 | Riffa (BHR)   | Bahrain        | – | Iran       | 1:1 (1:0) | Jabari (90.+2)                                                                         |
| 15.11.2011 | Jakarta (IDN) | Indonesien     | – | Iran       | 1:4 (1:3) | Midavoodi (7.), Jabari (21.), Rezaei (25.), Nekounam (73.)                             |
| 29.02.2012 | Teheran       | Iran           | – | Katar      | 2:2 (1:1) | Dejagah (4., 50.)                                                                      |

### Vierte Runde
| Pl. | Team       | Sp. | S | U | N | Tore    | Diff. | Punkte |
| --- | ---------- | --- | - | - | - | ------- | ----- | ------ |
| 1.  | Iran       | 8   | 5 | 1 | 2 | 008:200 | +6    | 16     |
| 2.  | Südkorea   | 8   | 4 | 2 | 2 | 013:700 | +6    | 14     |
| 3.  | Usbekistan | 8   | 4 | 2 | 2 | 011:600 | +5    | 14     |
| 4.  | Katar      | 8   | 2 | 1 | 5 | 005:130 | −8    | 07     |
| 5.  | Libanon    | 8   | 1 | 2 | 5 | 003:120 | −9    | 05     |

Spielergebnisse
| Datum      | Ort             | Heimmannschaft | - | Gast       | Ergebnis  | Torschützen für den Iran                                      |
| ---------- | --------------- | -------------- | - | ---------- | --------- | ------------------------------------------------------------- |
| 03.06.2012 | Taschkent (UZB) | Usbekistan     | – | Iran       | 0:1 (0:0) | Khalatbari (90.+3.)                                           |
| 12.06.2012 | Teheran         | Iran           | – | Katar      | 0:0       |                                                               |
| 11.09.2012 | Beirut (LIB)    | Libanon        | – | Iran       | 1:0 (1:0) |                                                               |
| 16.10.2012 | Teheran         | Iran           | – | Südkorea   | 1:0 (1:0) | Nekounam (76.)                                                |
| 14.11.2012 | Teheran         | Iran           | – | Usbekistan | 0:1 (0:0) |                                                               |
| 04.06.2013 | Doha (QAT)      | Katar          | – | Iran       | 0:1 (0:0) | Ghoochannejhad (66.)                                          |
| 11.06.2013 | Teheran         | Iran           | – | Libanon    | 4:0 (2:0) | Khalatbari (39.), Nekounam (45.+1, 86.), Ghoochannejhad (46.) |
| 18.06.2013 | Ulsan (KOR)     | Südkorea       | – | Iran       | 0:1 (0:0) | Ghoochannejhad (60.)                                          |

Insgesamt setzte Trainer Carlos Queiroz, der seit April 2011 Trainer des Irans ist, 39 Spieler ein, von denen kein Spieler alle Spiele mitmachte. Auf die meisten Spiele (15 von 16) kamen Mohammad Reza Khalatbari und Seyed Hosseini. Torhüter Seyed Rahmati, der in den ersten 13 Spielen im Tor stand, wurde ebenso wie die halbe Mannschaft nach der Niederlage am 14. November 2012 gegen Usbekistan ab dem folgenden Spiel nicht mehr berücksichtigt. Bester Torschütze war Javad Nekounam mit sechs Toren, der in 13 Spielen zum Einsatz kam. Der bis 2012 für den VfL Wolfsburg spielende Ashkan Dejagah, der zuvor alle deutschen Junioren-Nationalmannschaften durchlaufen hatte und auch zum deutschen Kader der U-21-EM 2009 gehörte, gab beim Spiel am 29. Februar 2012 gegen Katar sein Debüt in der iranischen A-Nationalmannschaft und erzielte dabei beide Tore für den Iran. Darüber hinaus kam er noch in drei weiteren Qualifikationsspielen zum Einsatz.

## Vorbereitung
Spiele vor der WM:
- 03. März in Karadsch gegen Kuwait (Qualifikationsspiel zur Fußball-Asienmeisterschaft 2015, für die der Iran bereits qualifiziert war): 3:2 (1:1)
- 05. März in Teheran gegen Guinea: 1:2 (Torschütze für den Iran: Ghoochannejhad/55.)[2]
- 18. Mai in Kapfenberg (Österreich) gegen Belarus: 0:0
- 26. Mai in Hartberg (Österreich) erstmals gegen Montenegro: 0:0
- 30. Mai in Hartberg (Österreich) gegen Angola: 1:1 (Torschütze für den Iran: Ansarifard/57.)
- 08. Juni in São Paulo erstmals gegen Trinidad und Tobago: 2:0

Trainingslager:
Ab dem 13. April fand in Johannesburg ein 24-tägiges Trainingslager mit Spielen gegen lokale Vereinsmannschaften statt. Ein geplantes Spiel gegen Mosambik wurde abgesagt.

## Kader
Eine vorläufige Spielerliste mit 30 Spielern musste bis zum 13. Mai 2014 bei der FIFA eingereicht werden. Die definitive Liste mit 23 Spielern musste bis spätestens zum 2. Juni 2014 bei der FIFA eingehen. Nach einer von der FIFA-Disziplinarkommission verhängten Spielsperre ist Sousha Makani – sofern er im Kader steht – für das Spiel am 16. Juni 2014 gesperrt.
Am 7. Mai 2014 wurde der vorläufige Kader mit 30 Spielern benannt, der auf 23 Spieler reduziert wurde. Dabei hatte der Iran als einziges Land fünf Torhüter im vorläufigen Kader benannt. Vier Spieler standen auch im Kader der WM 2006 als der Iran in der Vorrunde ausschied.
| Nr.         | Name                | Verein vor WM-Beginn   | Länderspiel- einsätze * | Länderspiel- tore * | Geburtsdatum       | Spiele | Tore |   |   |   | WM-Teilnahmen | WM-Spiele (insgesamt) | WM-Tore (insgesamt) |
| ----------- | ------------------- | ---------------------- | ----------------------- | ------------------- | ------------------ | ------ | ---- | - | - | - | ------------- | --------------------- | ------------------- |
| Torhüter    |                     |                        |                         |                     |                    |        |      |   |   |   |               |                       |                     |
| 01          | Rahman Ahmadi       | Sepahan Isfahan        | 011                     | 0                   | 30. Juli 1980      | 0      | 0    | 0 | 0 | 0 |               |                       |                     |
| 22          | Daniel Davari       | Eintracht Braunschweig | 004                     | 0                   | 6. Januar 1988     | 0      | 0    | 0 | 0 | 0 |               |                       |                     |
| 12          | Alireza Haghighi    | SC Covilhã*            | 005                     | 0                   | 2. Mai 1988        | 3      | 0    | 0 | 0 | 0 |               |                       |                     |
| Abwehr      |                     |                        |                         |                     |                    |        |      |   |   |   |               |                       |                     |
| 17          | Ahmad Alnameh       | Naft Teheran FC        | 009                     | 01                  | 20. Oktober 1982   | 0      | 0    | 0 | 0 | 0 |               |                       |                     |
| 20          | Steven Beitashour   | Vancouver Whitecaps    | 006                     | 0                   | 1. Februar 1987    | 0      | 0    | 0 | 0 | 0 |               |                       |                     |
| 02          | Khosro Heydari      | Esteghlal FC           | 048                     | 0                   | 14. September 1983 | 3      | 0    | 0 | 0 | 0 |               |                       |                     |
| 04          | Jalal Hosseini      | Persepolis Teheran     | 084                     | 06                  | 3. Februar 1982    | 3      | 0    | 0 | 0 | 0 |               |                       |                     |
| 13          | Hossein Mahini      | Persepolis Teheran     | 022                     | 0                   | 16. September 1986 | 0      | 0    | 0 | 0 | 0 |               |                       |                     |
| 15          | Pejman Montazeri    | Umm-Salal SC           | 021                     | 01                  | 6. September 1983  | 3      | 0    | 0 | 0 | 0 |               |                       |                     |
| 23          | Mehrdad Pooladi     | Persepolis Teheran     | 020                     | 0                   | 26. Februar 1987   | 3      | 0    | 0 | 0 | 0 |               |                       |                     |
| 05          | Amir Hossein Sadeqi | Esteghlal FC           | 015                     | 01                  | 6. September 1981  | 3      | 0    | 0 | 0 | 0 | 2006          | 0                     | 0                   |
| Mittelfeld  |                     |                        |                         |                     |                    |        |      |   |   |   |               |                       |                     |
| 19          | Hashem Beikzadeh    | Esteghlal FC           | 017                     | 01                  | 22. Januar 1984    | 0      | 0    | 0 | 0 | 0 |               |                       |                     |
| 11          | Ghasem Hadadifar    | Zob Ahan Isfahan       | 017                     | 0                   | 12. Juli 1983      | 0      | 0    | 0 | 0 | 0 |               |                       |                     |
| 08          | Reza Haghighi       | Persepolis Teheran     | 007                     | 0                   | 31. Januar 1989    | 1      | 0    | 0 | 0 | 0 |               |                       |                     |
| 03          | Ehsan Hajsafi       | Sepahan Isfahan        | 059                     | 03                  | 25. Februar 1990   | 3      | 0    | 0 | 0 | 0 |               |                       |                     |
| 06          | Javad Nekounam      | al Kuwait Kaifan       | 138                     | 37                  | 7. September 1980  | 3      | 0    | 1 | 0 | 0 | 2006          | 2                     | 0                   |
| 18          | Bakhtiar Rahmani    | Foolad AhvazM          | 003                     | 0                   | 22. November 1991  | 0      | 0    | 0 | 0 | 0 |               |                       |                     |
| 14          | Andranik Teymourian | Esteghlal FC           | 078                     | 08                  | 6. März 1983       | 3      | 0    | 1 | 0 | 0 | 2006          | 3                     | 0                   |
| Angriff     |                     |                        |                         |                     |                    |        |      |   |   |   |               |                       |                     |
| 10          | Karim Ansarifard    | Tractor Sazi Täbris    | 041                     | 09                  | 3. April 1990      | 1      | 0    | 1 | 0 | 0 |               |                       |                     |
| 21          | Ashkan Dejagah      | FC FulhamA             | 014                     | 04                  | 5. Juli 1986       | 3      | 0    | 0 | 0 | 0 |               |                       |                     |
| 16          | Reza Ghoochannejhad | Charlton Athletic*     | 014                     | 10                  | 20, September 1987 | 3      | 1    | 0 | 0 | 0 |               |                       |                     |
| 09          | Alireza Jahanbakhsh | NEC NijmegenA          | 006                     | 01                  | 11. August 1993    | 3      | 0    | 0 | 0 | 0 |               |                       |                     |
| 07          | Masoud Shojaei      | UD Las Palmas*         | 050                     | 05                  | 9. Juni 1984       | 3      | 0    | 1 | 0 | 0 | 2006          | 1                     | 0                   |
| Trainerstab |                     |                        |                         |                     |                    |        |      |   |   |   |               |                       |                     |
|             | Carlos Queiroz      | Trainer                |                         |                     | 1. März 1953       |        |      |   |   |   | 2010          | 4                     |                     |
|             | Oceano da Cruz      | Trainerassistent       | 54                      | 8                   | 29. Juli 1962      |        |      |   |   |   |               |                       |                     |
|             | Dan Gaspar          | Torwarttrainer         |                         |                     | 27. August 1955    |        |      |   |   |   |               |                       |                     |
|             | Mikko Kujala        | Konditionstrainer      |                         |                     |                    |        |      |   |   |   |               |                       |                     |

(*) angegeben sind nur die Spiele und Tore, die vor Beginn der Weltmeisterschaft absolviert bzw. erzielt wurden (Stand: 30. Mai 2014 nach den Spielen gegen Belarus, Montenegro und Angola, Quelle (Daten vor dem Spiel gegen Belarus))
1. ↑  M = Der Verein wurde in der Saison 2013/14 Meister seines Landes,  A = Der Verein stieg aus der höchsten Liga des Landes ab, * = Der Verein spielt in der zweithöchsten Liga seines Landes.
2. 1 2  Mit Portugal
3. 1 2  Als Spieler  für Portugal

## Endrunde

### Gruppenphase
Bei der am 6. Dezember 2013 vorgenommenen Auslosung der Endrunde wurde der Iran in die Gruppe F mit Argentinien, Bosnien und Herzegowina, sowie Afrikameister Nigeria gelost. Gegen Argentinien gab es zuvor nur ein Spiel am 22. März 1977 zum 75. Geburtstag von Real Madrid, das nach einem 1:1 im Elfmeterschießen mit 1:4 verloren wurde. Bosnien und Herzegowina war fünfmal Gegner in Freundschaftsspielen, zuletzt am 12. August 2009. Vier Spiele wurden gewonnen, ein Spiel endete remis. Der Iran ist damit häufigster nichteuropäischer Gegner von Bosnien und Herzegowina. Nigeria war bis zur WM erst einmal der Gegner am 28. Januar 1998 in Hongkong. Das Spiel wurde mit 0:1 verloren. Der Iran hatte vor der WM in keinem der drei Spielorte gespielt.
Mannschaftsquartier war der Caesar Park SP Int’l Arpt Mged by Pullman in Guarulhos.
| Rang | Land                    | Tore | Punkte |
| ---- | ----------------------- | ---- | ------ |
| 1    | Argentinien             | 6:3  | 9      |
| 2    | Nigeria                 | 3:3  | 4      |
| 3    | Bosnien und Herzegowina | 4:4  | 3      |
| 4    | Iran                    | 1:4  | 1      |

- Mo., 16. Juni 2014, 16:00 Uhr (21:00 Uhr MESZ) in Curitiba
 Iran –  Nigeria 0:0
- Sa., 21. Juni 2014, 13:00 Uhr (18:00 Uhr MESZ) in Belo Horizonte
 Argentinien –  Iran 1:0 (0:0)
- Mi., 25. Juni 2014, 13:00 Uhr (18:00 Uhr MESZ) in Salvador da Bahia
 Bosnien und Herzegowina –  Iran 3:1 (1:0)

## Sportliche Auswirkungen
In der FIFA-Weltrangliste fiel der Iran, zuvor die bestplatzierte asiatische Mannschaft durch das Vorrundenaus um 6 Plätze von Platz 43 auf Platz 49 und war dann nur noch zweitbeste asiatische Mannschaft.